# الدير (العراق)
قضاء الدير هو قضاء ضمن محافظة البصرة، يقع في الجزء الشمالي من محافظة البصرة بمحاذاة ساحل شط العرب، تأسس عام 1960 كان ناحية سابقاً وتحول في ما بعد الى قضاء، تبلغ مساحته 32 كم.

## التسمية
على الرغم من اختلاف الروايات حول تسميته إلا أن أغلب الباحثين في تاريخ البصرة يرجعون بالتسمية إلى كونه سابقا احتوى جانبا لعديد من الأديرة والكنائس المسيحية وأن تسمية دير شاعت في العديد من الدول العربية منها الدير في البحرين وسلطنة عمان ودول أخرى. كما أن الدير كان يضم العديد من الكنائس مما يؤكد على أن الدير كان يحوي عددا كبيرا من المسيحيين والذين عاشوا جنبا إلى جنب مع المسلمين في الحقبة الممتدة من القرون الوسطى وحتى القرن التاسع عشر من العصر الحديث وتذكر الروايات أن الدير وكما هي البصرة كان يضم عدداً قليلا من المسيحيين بحلول القرن العشرين وحتى منتصفه أنه قد أُفرغ تماما من محتواه المسيحي نتيجه الهجرات إلى أوروبا والتي تعرض لها يهود العراق والمسيحييون كذلك وما أن حل القرن الواحد والعشرون حتى أصبحت البصرة معدومة تقريباً من بقية الديانات المختلفة. ويذكر أحد المؤرخين أن آخر فترة كانت فيها البصرة تحوي الديانات الأخرى وبكثرة كانت عام 1921م وبعدها حدثت عملية هجرة كبيرة بما فيهم مسيحيي الدير. وعلى الرغم من أن المسلمين في القرن العشرين شكّلوا أغلبية مطلقة في البصرة إلا أن تاريخ الدير يشير إلى أن الإسلام كان متغلغلا بجذوره وتاريخه هنا قبل ذلك الزمن وكما أنه لم يكن الإسلام وحده هنا عدد كبير من أديان أخرى سكنت الدير جنبا إلى جنب مما شكٌل مزيجا رائعا واختلاطا بين مختلف الناس والتعايش الراقي بينهم دون فروق.... ويعد تاريخ الدير غير منسق ولا مرتب من قبل مختصين نتيجة لقلة الوعي الثقافي والتاريخي ولكن هناك من القدماء من يمتلك مصادر تاريخيا من الآباء والأجداد منها دور أهالي الدير في ثورة العشرين ومشاركتهم الواسعة فيها وقيام العشائر بدور فاعل ورئيسي في الثورة.  النش

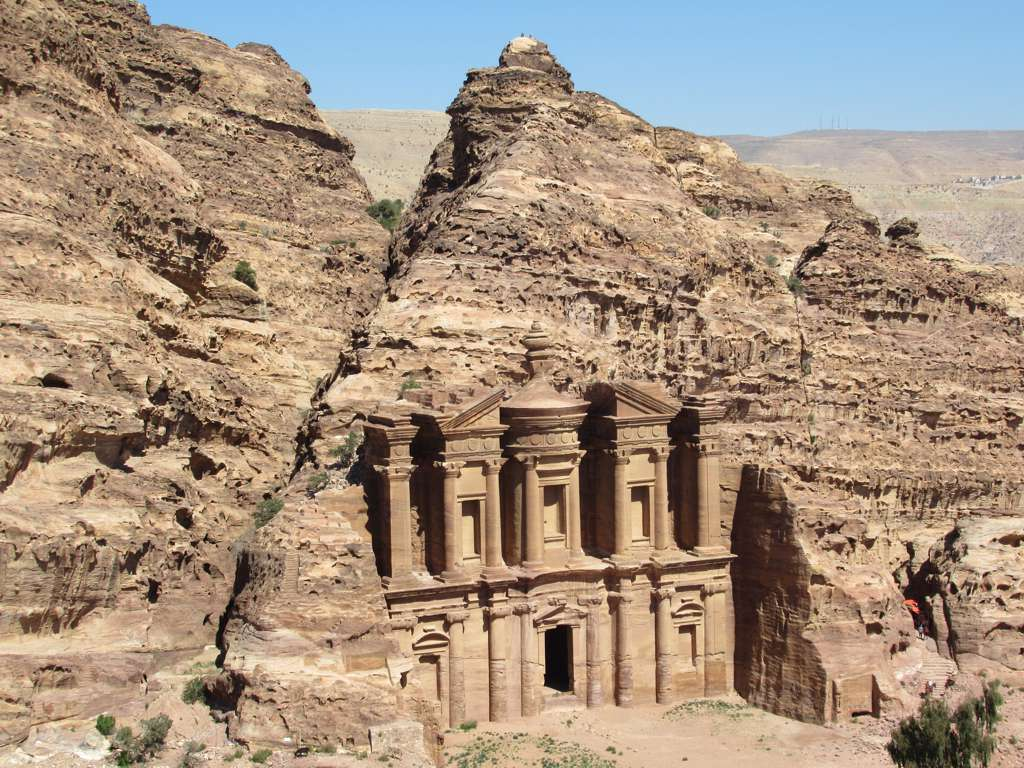
حلو

## الموقع
يقع قضاء الدير شمال محافظة البصرة، على الطريق العام بغداد – البصرة، يحده من الشمال قضاء القرنة عند منطقة الغميج، ومن الجنوب ناحية الهارثة، ومن الشرق شط العرب الذي يفصلها عن ناحية النشوة، أما من جهة الغرب قضاء الزبير.

## التقسيمات الإدارية
يتبع قضاء الدير في عدة نواحي وقرى ومقاطعات زراعية هي:
- ستيشن
- الشافي
- أبو سعيدة
- نهر جراد
- نهران عمر
- السلمان
- الكاهن
- الحمرة
- مجمع دور معمل الورق
- العويد
- الزوين
- النصر
- سيد لطيف
- الوسيطة
- بني أسد
- العجرشة
- قرية نهر جراد
- قرية نهر علي
- السلمان
- الجدمة
- الزوين
- الجراحي
- الجبل
- أم مسجد
- المنتظر (خضابو)
- شيفية
- السلام (الحيرة)
- المحياة
- الشرامخة
- قرية بيت شاوي
- الشنانة
- الزركان
- قرية بيت وافي
- العذبة
- مياح

## التركيبة السكانية
يتكون سكان قضاء الدير من الحضر ومن سكان الأهوار، وقد عاشوا جنب إلى جنب طيلة السنين السابقة. عمل الحضر طيلة تلك السنين بالزراعة والحرف اليدوية الأخرى، أما سكان الأهوار فقد عملوا في تربية الحيوانات وصيد السمك. ويبلغ عدد سكان القضاء حوالي 130,000 نسمة تقريبا.
يوجد في القضاء حوالي 60 مدرسة (ثانوي وابتدائي) منتشرة في عموم الناحية وقراها. وتسكنها عدد من العشائر العربية الأصيلة ومنها: (عشيرة حزبة عشيرة الدريس عشيرة النصار ومجدم والنبكان وعشائر بني كعب) (عشيرة السادة البطاط - عشيرة البوبصيري من قبيلة العبيد - عشيرة البوحسين من قبيلة السواعد (الخزرج) - عشيرة الحلاف من قبيلة ربيعة - عشيرة بيت خليفة-عشيرة الحوافظ من قبيلة طيء-عشيرة الزركان-عشيرة بني سكين-عشيرة بيت شاوي من قبيلة آل غرة-عشيرة الشرامخة من قبيلة الفضول-عشيرة الشغانبة من قبيلة عبادة-عشيرة الكرامشة من قبيلة عنزة-عشيرة القناص من قبيلة ربيعة-عشيرة الكوام من قبيلة الشرمان بني حسن-عشيرة-عشيرة المحيات - عشيرة المحاميد- عشيرة المعارضة من قبيلة بني خيكان - عشيرة المحامدة من الخزرج - عشيرة بني مالك- عشيرة بيت وافي من قبيلة مياح الشحمان بني ربيعة - عشيرة العيدان).

## الأنهار
1. نهر شهيب
2. نهر الشافي متفرع من شط العرب ويغذي هور الحمٌار
3. نهر أبو شلوك متفرع من نهر الشافي
4. نهر أبو واوي متفرع من نهر الشافي
5. نهر جراد متفرع من شط العرب
6. نهران عمر متفرعة من شط العرب
7. نهر الغميج متفرع من شط العرب ويغذي هور الحمّار

## المعالم
1. مقام النبي سليمان بن داود، يقع في قرية النصر (مزار شيعي). حيث أقام في المكان ذاته «محكمة للجن»، بحسب مايؤكده خدّام المقام المعروفين بالقوام أو (الكوام)، ممن توارثوا خدمة المقام لقرون عدة.
2. دير الدهدار، يقع في مركز الناحية (مزار شيعي).
3. خطوة الإمام العباس، يقع في مركز الناحية (مزار شيعي).
4. خطوة الإمام الكاظم، يقع في قرية يزدو - الشرامخة (مزار شيعي).
5. مقام صالح بن علي في بلدة الشافي.
6. الجزيرة بين نهر الشافي ونهر أبو شلوك المتفرع منه (موقع سياحي).
7. موقع ناحية الشافي قبل 1932
8. موقع مركز شرطة الشافي قبل 1932
9. شارع السلام.
10. شارع الزهراء.
11. شارع الحمام.

## الأهمية الاقتصادية
وجود معمل الورق المتوقف عن العمل حاليا كما أن الرقعة الزراعية الممتدة داخل الدير ذات طبيعة تسهل زراعة مختلف المحاصيل وخصوصا الخضار والطماطم. بالإضافة لكونه يحوي مصافي للنفط بالقرب من منطقة معمل الورق ومعمل بسيط لاستخلاص الخل من التمر.

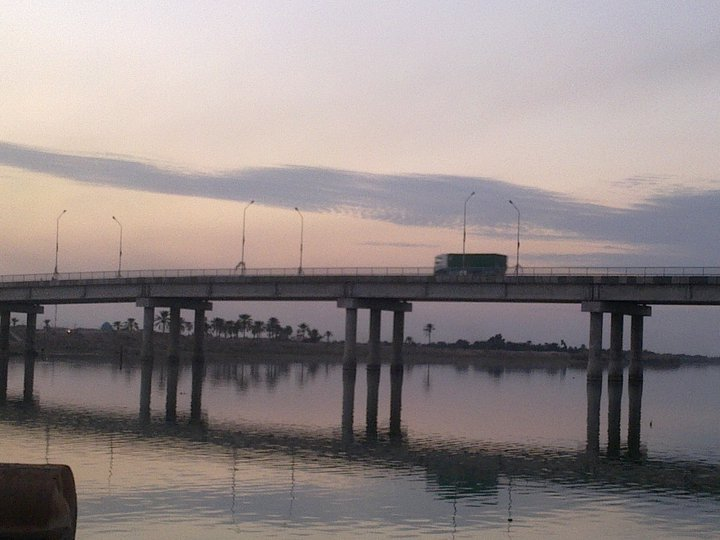
جسر الدير الكونكريتي
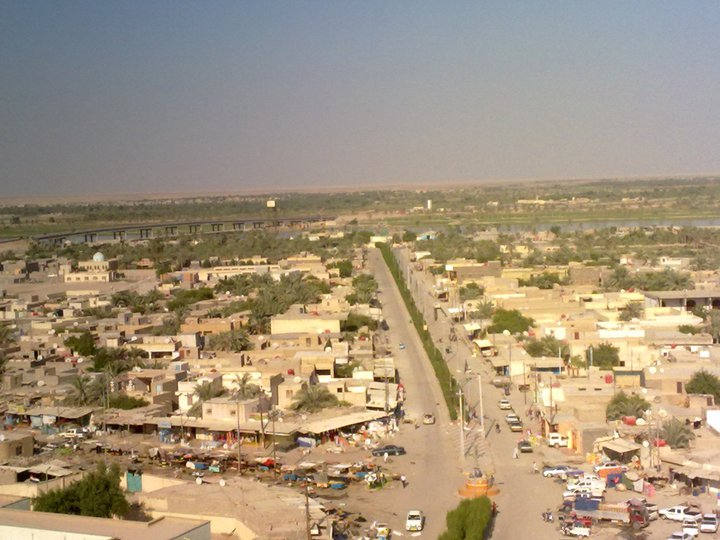
منظر جوي لمدينة الدير